# Luis de Souza Ferreira
Pour les articles homonymes, voir Souza et Ferreira.
Luis Emilio de Souza Ferreira Huby (Lima, 6 octobre 1908 – Callao, 29 septembre 2008) est un footballeur péruvien des années 1920 et 1930. Il était également ingénieur de profession.

## Biographie

### Carrière en club
Luis de Souza Ferreira fait toute sa carrière à l'Universitario de Deportes de 1926 à 1935. Il joue son premier match avec l'Universitario le 30 mai 1926 contre le Sport Progreso, disputant au total 58 matchs avec le club (17 buts inscrits). Il remporte deux championnats du Pérou en 1929 et 1934.

### Carrière en équipe nationale
International péruvien de 1929 à 1934, Luis de Souza Ferreira participe à la Coupe du monde 1930 en Uruguay, jouant les deux matchs de sa sélection en tant que titulaire et inscrivant un but à la 75e minute contre la Roumanie, ce qui fait de lui le premier buteur péruvien en Coupe du monde,. Le Pérou fut éliminé au 1er tour.

## Palmarès
Universitario de Deportes
- Championnat du Pérou (2) :
  - Champion : 1929 et 1934.
  - Vice-champion : 1928, 1932 et 1933.